# Кандавский край
Ка́ндавский край (латыш. Kandavas novads) — административно-территориальная единица на западе Латвии, в историческом регионе Курземе. Край состоит из шести волостей и города Кандава, который является центром края.
Площадь края — 649 км². Граничит с Кулдигским, Талсинским, Яунпилсским, Броценским и Салдусским краями.
Край был образован в феврале 1999 года. 1 июля 2009 года, при расформировании Тукумского района, в состав Кандавского края были также включены Ванская и Зантская волости.

## Население
На 1 января 2010 года население края составляло 9897 человек.
Национальный состав населения края по итогам переписи населения Латвии 2011 года:
| Национальность | Численность, чел. (2011) | %        |
| -------------- | ------------------------ | -------- |
| Латыши         | 8222                     | 92,54 %  |
| Русские        | 208                      | 2,34 %   |
| Белорусы       | 118                      | 1,33 %   |
| Украинцы       | 61                       | 0,69 %   |
| Поляки         | 59                       | 0,66 %   |
| Литовцы        | 77                       | 0,87 %   |
| Другие         | 140                      | 1,58 %   |
| всего          | 8885                     | 100,00 % |

## Территориальное деление
- город Кандава (латыш. Kandavas pilsēta)
- Ванская волость (латыш. Vānes pagasts)
- Зантская волость (латыш. Zantes pagasts)
- Земитская волость (латыш. Zemītes pagasts)
- Кандавская волость (латыш. Kandavas pagasts)
- Маткулская волость (латыш. Matkules pagasts)
- Цереская волость (латыш. Cēres pagasts)